# Those Were the Days
Le Temps des fleurs
Pour les articles homonymes, voir Those Were the Days (homonymie).
Cette page contient des caractères spéciaux ou non latins. S’ils s’affichent mal (▯, ?, etc.), consultez la page d’aide Unicode.
Clip vidéo
[vidéo] « Alexandre Vertinski - Dorogoy dlinnoy », sur YouTube
[vidéo] « Ivan Rebroff - Dorogoi dlinnoyu », sur YouTube
Dorogoï dlinnoïou (Дорогой длинною, Sur la longue route, en russe) ou  Those Were The Days (Ainsi étaient les jours, en anglais) ou Le temps des fleurs (en français)  est une romance russe (en) traditionnelle de la musique folklorique tzigane, enregistrée pour la première fois par Alexandre Vertinski en 1926, et reprise en diverses langues avec un succès international en particulier par Ivan Rebroff, Mary Hopkin et Dalida.

## Histoire
Cette chanson russe est adaptée d'une ancienne romance russe (en) tzigane, déposée en 1926 par le compositeur russe Boris Fomine (1900-1948) sous le titre Dorogoï dlinnoïou (Дорогой длинною). Les paroles de Konstantin Podrevsky (en),   sont inspirées du folklore tzigane-russe, à la fois joyeuses, enflammées, et nostalgiques, sur le thème d'une métaphore de la vie sous forme d'un long voyage en attelage de 3 chevaux à la troïka « Nous allions sur une troïka avec des cloches, au loin scintillaient les lumières. Maintenant j'aimerais vous suivre, mes amis, pouvoir vider mon âme de l'ennui. Laissez passer la jeunesse fougueuse, comme l'eau qui se fond entre tes doigts, seulement notre troïka audacieuse, fera la course avec nous au fil des ans... ». 

## Reprises et adaptations
Le dramaturge américain Eugene Raskin (en) adapte la chanson avec des nouvelles paroles anglaises, sous le titre Those were the days (Ainsi étaient les jours), sur le thème « Nous étions jeunes et romantiques... » enregistrée avec un certain succès en 1962 par le groupe américain The Limeliters.

### Mary Hopkin
Singles de Mary Hopkin
Goodbye / Sparrrow
(1969)
Clip vidéo
[vidéo] « Mary Hopkin - Those Were The Days  », sur YouTube
[vidéo] « Mary Hopkin - Le Temps Des Fleurs », sur YouTube

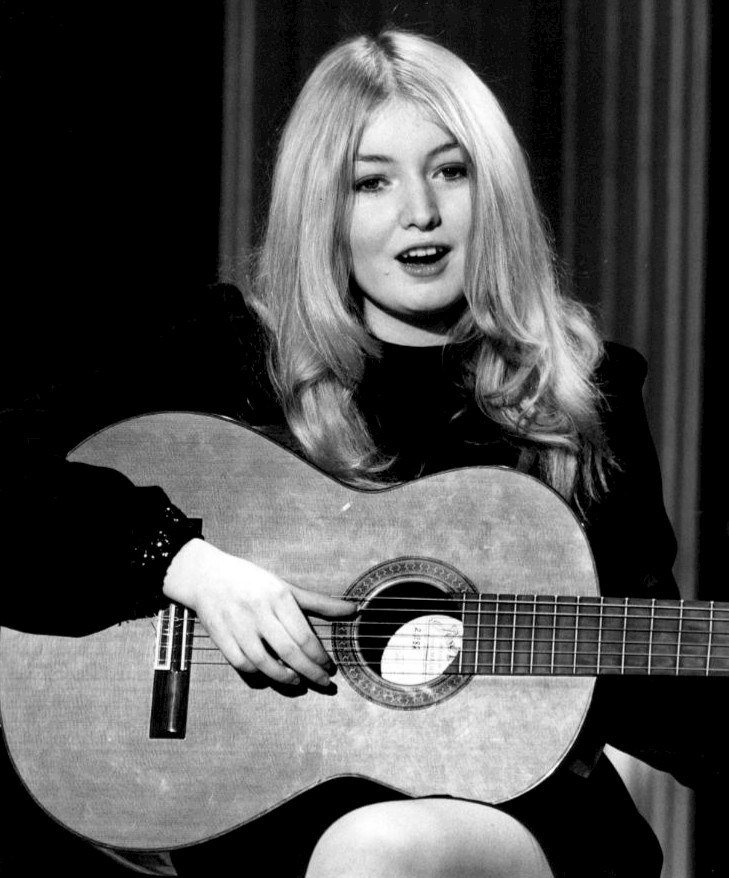
Mary Hopkin en 1969.

La chanteuse britannique Mary Hopkin la reprend pour son premier single, sur les conseils de son producteur Paul McCartney. Elle paraît en septembre 1968 chez Apple Records, la maison de disques des Beatles, second single de l'Apple Records discography (en), après Hey Jude des Beatles en numéro 1. Le disque devient vite numéro 1 un peu partout dans le monde et fait partie des singles les plus vendus au monde avec 5 millions d'exemplaires écoulés. 
Elle l'enregistre également sous la direction de  Paul McCartney :
- en espagnol : Qué tiempo tan feliz
- en allemand : An jenem Tag
- en italien : Quelli erano giorni
- en français : Le Temps des fleurs
- en hongrois : Azok a szép napok
- en persan : Digar ashkam marez.

La chanson sera incluse sur son album compilation paru en 1972 et ultimement rajoutée en piste bonus sur la réédition sur CD de l'album Post Card (en) en 2010. Une édition dans le format insolite de Pocket Disc (en) a aussi été mise en marché.

### Dalida
Clip vidéo
[vidéo] « Dalida - Le temps des fleurs », sur YouTube
[vidéo] « Dalida - Quelli erano giorni », sur YouTube

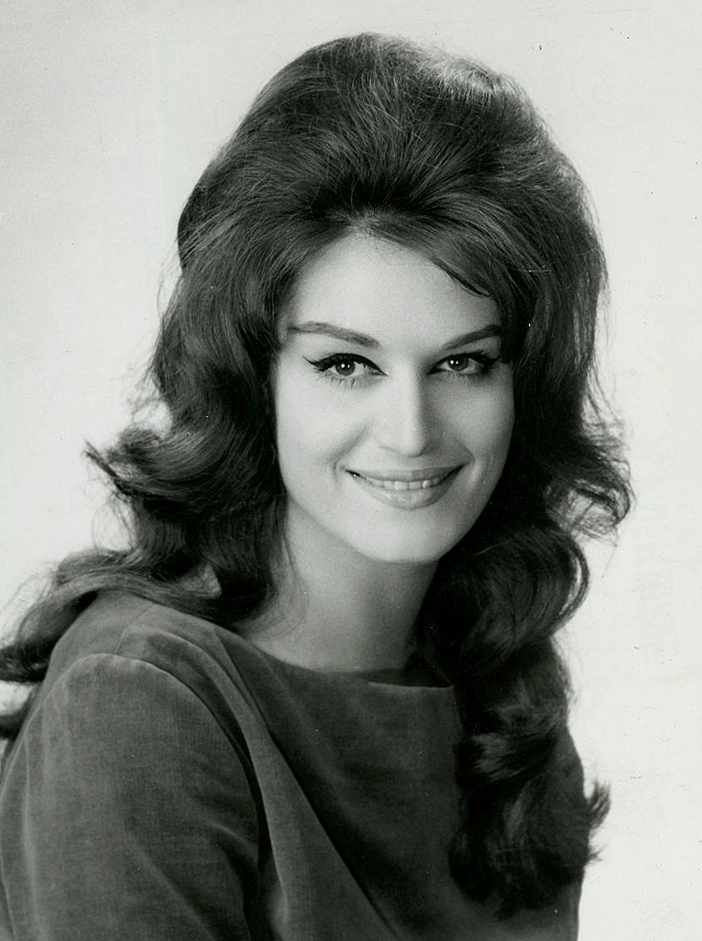
Dalida en 1961.

Dalida reprend ce tube un mois après le succès international de Mary Hopkin, avec les paroles françaises d'Eddy Marnay. Le single extrait de son album Le temps des fleurs atteint la 1re place des ventes en France le 30 novembre 1968, et la 7e en Wallonie, un des nombreux grands succès de son répertoire, disque d'or vendu à plus de 150 000 exemplaires en France. Elle enregistre et interprète la même année la chanson en allemand, et en italien, sous le titre Quelli erano giorni. Cette version atteint la 18e place des ventes en Italie en janvier 1969.
| Classement (1968-1969) | Meilleure position |
| ---------------------- | ------------------ |
| France (SNEP)          | 1                  |
| France (CIDD)          | 1                  |
| Wallonie               | 7                  |
| Italie                 | 18                 |

## Autres reprises et adaptations
Une version en russe (une re-traduction en russe du texte anglais de Gene Raskin) a été interprétée par Ivan Rebroff sous le titre  такие дни, мой друг, (Takié dny, moï drug, Ces jours-là, mon ami). La chanson est reprise avec succès par de nombreux interprètes internationaux, en russe, en anglais, en français (Le Temps des fleurs), en allemand (An jenem Tag), en espagnol (Qué tiempo tan feliz), en italien (Quelli erano giorni) et en plusieurs autres langues (suédois, polonais, hongrois, hébreu…), parmi lesquels :
- 1953 – Chanson originale en russe pour le film Week-end à Paris, chanté par la chanteuse russe, Ludmila Lopato.
- 1958 – Chantée par Maria Schell dans le film Les Frères Karamazov
- 1959 – Theodore Bikel l'a enregistré en russe.
- 1962 – Le groupe folk The Limeliters.
- 1967 – Engelbert Humperdinck sur son album de 1967 The last waltz.
- 1968 – Halina Kunicka - To były piękne dni (« Those were beautiful days » en polonais)
- 1968 – Violetta Villas - Znowu ciebie mam (en polonais), avec des paroles modifiées puis ultérieurement avec les paroles originales.
- 1968 – Mary Hopkin : Those were the days
- 1968 – Mary Hopkin : Le Temps des fleurs
- 1968 – Mary Hopkin : An jedem Tag
- 1968 – Mary Hopkin : Qué tiempo tan feliz
- 1968 – Ivan Rebroff :  такие дни, мой друг (Takiyeh dni, moi drug)
- 1968 – Sandie Shaw : Those were the days
- 1968 – Sandie Shaw : Qué tiempo tan feliz
- 1968 – Dalida : Le Temps des fleurs
- 1968 – Dalida : Quelli erano giorni
- 1968 – Dalida : An jedem Tag
- 1968 – Päivi Paunu en finnois : Oi niitä aikoja (Those were the days)
- 1968 – Vicky Léandros : Le Temps des fleurs
- 1968 – Tina Banon : Le Temps des fleurs
- 1968 – Gigliola Cinquetti : Quelli erano giorni
- 1968 – Gigliola Cinquetti : Qué tiempo tan feliz
- 1968 – Leo Leandros avec des paroles de Thanasis Tsongas.
- 1969 – Shuli Natan en hébreu - כאלה היו הימים (ka'ele hayou hayamim), paroles de Mickey Hartby.
- 1969 – Avi Toledano (en), en hébreu.
- 1969 – Ryoko Moriyama et Akemi Hirokawa, Kanashiki tenshi (悲しき天使) en japonais
- 196?⇔ – Nani Bregvadze, chanteuse géorgienne
- 1969 – Alexandra en allemand
- 1969 – Joelma, chanteuse brésilienne, chante en portugais Aqueles tempos (Those days).
- 1969 - Teri Harangozó : Azok a szép napok, paroles de Péter Tardos
- 1969 – Dexter Gordon version instrumentale au saxophone sur l'album The tower of power.
- 1970 – Teresa Teng (Taiwan) a chanté une version en chinois traditionnel de la chanson, nommée 往日的時光.
- 197?⇔ – Violetta Villas - Miłością znów żyję, paroles originales.
- 197?⇔ – Irena Kohont, chanteur slovène To so bili dnevi.
- 197?⇔ – Alamgir, chanteur pakistanais chante en ourdou Mein teray liyay Baichain.
- 197?⇔ – Ahmad Zahir chanteur afghan chante en Dari Zeba Negaram.
- 197?⇔ – Bad Manners enregistrent la chanson sans l'éditer ; en 2005, elle fera partie de The ultimate bad collection.
- 1976 – Zoi Kouroukli, chanteur grec, chante Χαμένα Όνειρα (Khamena Oneira), « Rêves perdus ».
- 1987 - Francky Vincent, chanteur Guadeloupéen avec le titre "Piña Colada"
- 1987 – Tiny Tim, sur l'album Tiptoe through the tulips: Resurrection
- 1989 – Dolly Roll, groupe hongrois, avec des paroles différentes de la version de Teréz Harangozó ( Ábrándos szép napok)
- 1989 – The Wedding Present, sous le titre Давні Часи / Davni Chasy pour l'album Українські Виступи в Івана Піла, en ukrainien.
- 1990 – Demon Kabba sur l'album Koshoku yorozu goe otoko.
- 1990 – Azúcar Moreno, flamenco en espagnol, Cuando el amor se va pour l'album Bandido.
- 1991 - Volt Face, groupe Guadeloupéen avec le titre "Vitamine V/F"
- 1991 – Leningrad Cowboys : Those were the days
- 1998 – Nana : Those were the days
- 2000 – Rika Zaraï : Le Temps des fleurs sur l'album Hava.
- 2001 – Turisas : Those were the days
- 2007 – Shaggy : Those Days (feat. Nash)
- 2007 – Elena Paparizou : Le Temps des fleurs
- 2007 – Les Enfoirés : Le Temps des fleurs
- 2008 – Nathalie Cardone : Le Temps des fleurs (album Servir le beau)
- 2008 – Bad Boys Blue : Those were the days
- 2009 – Ima : Le Temps des fleurs
- 2012 – Les Régis, groupe folklorique pop bacalanais : Le Temps des fleurs

## Cinéma
- 1953 : Week-end à Paris, de Gordon Parry, interprétée par la chanteuse russe Ludmila Lopato.
- 1958 : Les Frères Karamazov, de Richard Brooks, interprétée par Maria Schell.
- 1991 : Urga, de Nikita Mikhalkov.
- 2016 : Dalida, de Lisa Azuelos, sur la vie de Dalida.
- 2017: Les grands esprits, film d'Olivier AyacheVidal, générique de fin avec une version chantée par Hopkin.

## Classements (version de Mary Hopkin)
| Classement (1968–1969)                  | Meilleure position |
| --------------------------------------- | ------------------ |
| Afrique du Sud (Springbok Radio)        | 2                  |
| Allemagne (Media Control AG)            | 1                  |
| Argentine (Escalera a la Fama)          | 3                  |
| Australie (Kent Music Report)           | 2                  |
| Autriche (Ö3 Austria Top 40)            | 2                  |
| Belgique (Flandre Ultratop 50 Singles)  | 1                  |
| Belgique (Wallonie Ultratop 50 Singles) | 1                  |
| Canada (Top Singles)                    | 1                  |
| Danemark (Tracklisten)                  | 1                  |
| Espagne (AFYVE)                         | 1                  |
| États-Unis (Hot 100)                    | 2                  |
| États-Unis (Easy Listening)             | 1                  |
| États-Unis (Cash Box)                   | 1                  |
| États-Unis (Record World)               | 1                  |
| Finlande (Suomen virallinen lista)      | 1                  |
| France (CIDD)                           | 1                  |
| Irlande (IRMA)                          | 1                  |
| Israël (Galei Zahal)                    | 1                  |
| Italie (Musica e dischi)                | 15                 |
| Japon (Oricon)                          | 1                  |
| Malaisie (Radio Malaysia)               | 2                  |
| Norvège (VG-lista)                      | 1                  |
| Nouvelle-Zélande (RIANZ)                | 3                  |
| Pays-Bas (Nederlandse Top 40)           | 2                  |
| Pays-Bas (Single Top 100)               | 1                  |
| Pologne (Classements Singles)           | 1                  |
| Royaume-Uni (UK Singles Chart)          | 1                  |
| Singapour (Radio Singapore)             | 1                  |
| Suède (Sverigetopplistan)               | 1                  |
| Suisse (Schweizer Hitparade)            | 1                  |

| Classement (2009)                         | Meilleure position |
| ----------------------------------------- | ------------------ |
| Belgique (Flandre Back Catalogue Singles) | 25                 |

| Classement (1968)              | Position |
| ------------------------------ | -------- |
| Belgique (Flandre Ultratop 50) | 8        |
| Canada (Top Singles)           | 16       |
| États-Unis (Hot 100)           | 30       |
| États-Unis (Cash Box)          | 22       |
| Italie (Musica e dischi)       | 73       |
| Pays-Bas (Nederlandse Top 40)  | 5        |
| Suisse (Schweizer Hitparade)   | 9        |